# Reuter
Reuter ist ein Familienname aus dem deutschsprachigen Raum.

## Varianten
- Reuther
- Reutter
- Reuters
- Neureuther

## Namensträger

### A
- Adele Reuter-Eichberg (eigentlich Amalie Eichberg; 1852–1928), deutsche Schauspielerin
- Adolf Reuter (Gärtner) (1825–1901), deutscher Gärtner und Gartenbaupädagoge
- Adolf Reuter (Heimatforscher) (1859–1936), deutscher Lehrer und Heimatforscher
- Albert Reuter (1926–2012), deutscher Politiker (CDU)
- Alfred Reuter (Gärtner) (1864–1916), deutscher Gärtner
- Alfred Reuter (Geistlicher) (1865–1945), deutscher Geistlicher und Theologe
- Ambrosius Reuter (1497–1564), Wittenberger Bürgermeister, Richter und Kämmerer
- André Reuter (* 1947), luxemburgischer Wirtschaftswissenschaftler
- Andreas Reuter (Orgelbauer) (1798–1847), deutscher Orgelbauer
- Andreas Reuter (Informatiker) (* 1949), deutscher Informatiker
- Andreas Reuter (Architekt) (* 1964), Schweizer Architekt
- Andreas Reuter (Ingenieur) (* 1965), deutscher Ingenieur
- Andreas Reuter (Musiker) (* 1982), deutscher Musiker
- Anneliese Reuter-Rautenberg (* 1934), deutsche Kunsthistorikerin
- Anton Reuter (1899–1967), deutscher Architekt und Bauingenieur
- Astrid Reuter (* 1968), deutsche Religionswissenschaftlerin und Hochschullehrerin
- August Reuter (1860–1917), deutscher Bibliothekar

### B
- Babette Reuter, Geburtsname von Babette Gundy (1824–1868), deutsche Opernsängerin (Sopran)
- Bernd Reuter (Politiker, 1940) (* 1940), deutscher Ingenieur und Politiker (SPD)
- Bernd Reuter (Politiker, 1943) (* 1943), deutscher Filmhistoriker und Politiker (Bündnis 90)
- Bernhard Reuter (* 1955), deutscher Politiker (SPD)
- Bjarne Reuter (* 1950), dänischer Schriftsteller
- Brigitte Reuter, Geburtsname von Brigitte Lohff (* 1945), deutsche Medizinerhistorikerin und Hochschullehrerin
- Brigitte Reuter (Kunsthistorikerin) (* 1958), deutsche Kunsthistorikerin
- Bruno Reuter (Archivar) (1834–1898), deutscher Archivar
- Bruno Reuter, eigentlicher Name von Karunesh (* 1956), deutscher Musiker

### C
- Carl Reuter (Schauspieler) († 1903), deutscher Schauspieler und Regisseur
- Carl Reuter (Politiker) (1900–1979), deutscher Politiker (NSDAP)
- Christian Reuter (Schriftsteller) (1665–nach 1712), deutscher Schriftsteller
- Christian Reuter (Pädagoge) (1863–1915), deutscher Historiker und Pädagoge
- Christian Reuter (Informatiker) (* 1984), deutscher Informatiker
- Christoph Reuter (Theologe) (um 1520–1581), österreichischer Prediger und Theologe
- Christoph Reuter (Journalist) (* 1968), deutscher Journalist
- Christoph Reuter (Musikwissenschaftler) (* 1968), deutscher Musikwissenschaftler
- Christoph Reuter (Pianist) (* 1977), deutscher Jazzpianist, Komponist und Musikpädagoge
- Claudia Reuter (* 1943), deutsche Musikwissenschaftlerin und Regisseurin
- Conrad Reuter (1832–1895), deutscher Geometer

### D
- Detlef Reuter (* 1958), deutscher Künstler
- Dieter Reuter (1940–2016), deutscher Rechtswissenschaftler

### E
- Eduard von Reuter (1855–1942), deutscher Baubeamter
- Edward Byron Reuter (1881–1946), US-amerikanischer Soziologe
- Edzard Reuter (1928–2024), deutscher Manager und Vorstandsvorsitzender
- Eike Reuter (1938–2005), deutscher Kirchenmusiker
- Eleonore Reuter (* 1961), deutsche Theologin
- Elisabeth Reuter (Malerin, 1853) (1853–1903), deutsche Malerin
- Elisabeth Reuter (Malerin, 1902) (1902–1973), deutsch-amerikanische Malerin und Grafikerin
- Elisabeth Naomi Reuter (1946–2017), deutsche Malerin, Illustratorin und Schriftstellerin
- Émile Reuter (1874–1973), luxemburgischer Politiker
- Enzio Reuter (1867–1951), finnischer Insektenkundler
- Erich Reuter (1904–1989), deutscher Offizier, Generalleutnant
- Erich Fritz Reuter (1911–1997), deutscher Bildhauer
- Ernest G. Reuter (* 1933), deutscher Maler und Grafiker
- Ernestine Reuter (1870–1934), deutsche Aktivistin der bürgerlichen Frauenbewegung und Pazifistin
- Ernst von Reuter (1865–1939), deutscher Generalleutnant
- Ernst Reuter (1889–1953), deutscher Politiker (SPD), Regierender Bürgermeister von Berlin
- Eugen Reuter (1885–1955), deutscher Politiker (Zentrum, BCSV, CDU), MdL Baden

### F
- Florizel von Reuter (1890–1985), US-amerikanischer Violinist und Komponist
- Franz Reuter (Maler) (1865–1944), deutscher Maler
- Franz Reuter (Journalist) (1897–1967), deutscher Journalist, Herausgeber und Politiker (FDP)
- Franz Reuter (Mediziner) (1913–2000), deutscher Chirurg
- Franz Reuter (Politiker) (1919–1989), deutscher Politiker (CDU)
- Franz Josef Hermann Reuter (1799–1873), deutscher Klassischer Philologe
- Franz Theo Reuter (eigentlich Franz Theo Musil; 1899–1970), österreichischer Sänger (Bassbariton) und Hochschullehrer
- Friedrich Reuter (Förster) (1802–1872), deutscher Förster
- Friedrich Reuter (Architekt) (1861–1942), deutscher Architekt
- Friedrich Reuter (Mediziner) (1875–1959), österreichischer Gerichtsmediziner
- Friedrich Reuter (Politiker) (1905–nach 1966), deutscher Politiker
- Friedrich Ehregott Reuter (1801–1862), Präsident des Stadtgerichts in Königsberg, Gutsbesitzer und Unternehmer
- Friedrich Ludwig Reuter (1848–1940), deutscher evangelischer Missionar
- Friedrich Wilhelm Reuter (1821–1890), deutscher Tabakfabrikant und Feuerwehrfunktionär
- Fritz Reuter (1810–1874), niederdeutscher Schriftsteller
- Fritz Reuter (Musiker) (1855–1915), deutscher Trompeter
- Fritz Reuter (Mediziner) (1875–1959), österreichischer Gerichtsmediziner
- Fritz Reuter (Maler) (1895–1971), deutscher Maler
- Fritz Reuter (Musikpädagoge) (1896–1963), deutscher Musikpädagoge, Musiktheoretiker und Komponist
- Fritz Reuter (Politiker, 1900) (1900–1968), deutscher Politiker (SED), Bezirksbürgermeister von Berlin-Friedrichshain
- Fritz Reuter (Politiker, 1911) (1911–2000), deutscher Politiker (KPD/SED) und Widerstandskämpfer
- Fritz Reuter (Geologe) (1925–1994), deutscher Geologe und Hochschullehrer
- Fritz Reuter (Historiker) (1929–2021), deutscher Archivar und Historiker

### G
- Gabriele Reuter (1859–1941), deutsche Schriftstellerin
- Georg Reuter (Richter) (1855–1930), deutscher Richter
- Georg Reuter (Gewerkschafter) (1902–1969), deutscher Gewerkschafter
- Georg Reuter (Komponist) (1935–2003), argentinischer Komponist
- Georg Johann Reuter (1776–1845), deutscher Bürgermeister
- Georges François Reuter (1805–1872), französischer Botaniker
- Gerd Reuter (1944–2017), deutscher Journalist
- Gerhard Reuter (Politiker) (1569–1631), deutscher Kaufmann und Politiker, Ratsherr in Lübeck
- Gerhard Reuter (Agrarwissenschaftler) (1921–2014), deutscher Agrarwissenschaftler
- Gerhard Reuter (Pharmazeut) (1929–2017), deutscher Pharmazeut und Mikrobiologe
- Gerhard Reuter (Tiermediziner) (1929–2019), deutscher Veterinärmediziner
- Gottfried Reuter (1585–1634), deutscher Rechtswissenschaftler
- Günter Reuter (1954–2016), deutscher Otologe
- Gunter Reuter (* 1951), deutscher Genetiker und Hochschullehrer
- Gunther Reuter (1934–2013), US-amerikanischer Instrumentenbauer

### H
- Hans Reuter (Industrieller) (1895–1982), deutscher Industrieller, Generaldirektor der DEMAG
- Hans Reuter (Fußballspieler) (1925–2012), deutscher Fußballspieler
- Hans-Heinrich Reuter (1923–1978), deutscher Germanist und Literaturwissenschaftler
- Hansjörg Reuter (* 1983), deutscher Biathlet
- Hans Peter Reuter (1942–2024), deutscher Künstler
- Hans-Richard Reuter (* 1947), deutscher evangelischer Theologe und Ethiker
- Harald Reuter (1934–2022), deutsch-schweizerischer Mediziner und Pharmakologe
- Harry Reuter (1921–1992), deutsch-britischer Mathematiker
- Heinrich Reuter (Pädagoge) (1838–1900), deutscher Lehrer und Autor
- Heinrich Reuter (Mediziner) (1847–1905), deutscher Mediziner
- Heinz Reuter (1914–1994), österreichischer Meteorologe
- Heinz Reuter (Heimatforscher) (1921–1992), deutscher Heimatforscher
- Helmut Reuter (Maler) (1913–1985), deutscher Maler
- Helmut Reuter (Karnevalist) (1938/1939–2014), deutscher Karnevalist
- Helmut Reuter (* 1946), deutscher Psychologe und Hochschullehrer
- Herbert Reuter (1909–1994), deutscher Gebrauchsgrafiker
- Hermann Reuter (Theologe) (1817–1889), deutscher Theologe und Geistlicher, Abt von Bursfelde
- Hermann Reuter (Jurist) (1870–1934), deutscher Militärjurist
- Hermann Reuter (Bibliothekar) (1880–1970), deutscher Bibliothekar und Mundartforscher
- Hubert Reuter (* 1927), deutscher Agrarwissenschaftler und Ministerialbeamter
- Hugo Reuter (1930–2021), deutscher Politiker (SPD)

### I
- Ina Reuter (* 1966), deutsche Schauspielerin
- Ingo Reuter (* 1968), deutscher evangelischer Theologe
- Isabelle Franzen-Reuter (* 1975), deutsche Biologin und Hochschullehrerin

### J
- Jakob Reuter (1911–2007), deutscher Priester
- Jakob Ferdinand Reuter (1888–1940), deutscher Politiker (SPD), MdL Hessen
- James B. Reuter (1916–2012), US-amerikanischer Jesuit
- Johan Reuter (* 1969), dänischer Sänger (Bariton)
- Johann Reuter (1666–1714), deutschbaltischer Politiker, siehe Johann von Reutern
- Johann Reuter (Theologe) (1680–1761/1762), luxemburgisch-deutscher Jesuit, Theologe und Hochschullehrer
- Johann Georg Reuter (1737–1810), deutscher Jurist, Richter und Numismatiker
- Johann Hartwig Reuter (1725–1773), deutscher Jurist und Hochschullehrer
- Johann Peter Reuter (* 1949), deutscher Maler und Zeichner
- Johann Wilhelm Ferdinand von Reuter (1782–1860), deutscher Generalmajor
- Johann Martin Reuter (gest. 1847), deutscher Politiker, MdL Bayern
- Johannes Reuter (Weihbischof) (um 1481–1536), deutscher Geistlicher, Weihbischof in Würzburg
- Johannes Reuter (Politiker, 1768) (1768–1829), deutscher Ökonom und Politiker, MdL Hessen
- Johannes Reuter (Architekt, 1897) (1897–1975), deutscher Architekt und Politiker (Ost-CDU), MdL Sachsen-Anhalt
- Johannes Reuter (Schriftsteller) (1920–2013), deutscher Journalist und Schriftsteller
- Johannes Reuter (Architekt, 1926) (1926–1985), deutscher Architekt
- Josef Reuter (1936–2021), deutscher Geistlicher und Kirchenhistoriker
- Joseph Reuter (1769–1816), deutscher Sänger (Bass), Schauspieler und Theaterdirektor
- Jürgen Reuter (Schauspieler) (* 1941), deutscher Schauspieler
- Jürgen Reuter (Physiker) (* 1974), deutscher Physiker

### K
- Karine Reuter (* 1969), luxemburgische Notarin und Fernsehmoderatorin
- Karl Reuter (Mediziner) (1873–1953), deutscher Gerichtsmediziner und Hochschullehrer
- Karl Reuter (Wirtschaftsfunktionär) (1874–nach 1932), deutscher Gutsbesitzer und Wirtschaftsfunktionär
- Karl Reuter (Landrat) (1877–1960), deutscher Landrat
- Karl Reuter (Turner) (1902–1993), deutscher Turner
- Karsten Reuter (* 1970), deutscher Chemiker
- Katharina Reuter (* 1976), deutsche Nachhaltigkeitsexpertin, Zukunftslobbyistin und Kommunalpolitikerin
- Kilian Reuter (1480–1517), deutscher Humanist und Dramatiker
- Kim Reuter (* 1971), deutsche Malerin
- Knut Reuter (* 1959), deutscher Mediziner und Sanitätsoffizier

### L
- Lisa Reuter (* 1992), deutsche Schauspielerin
- Ludwig Reuter (Geistlicher) (1836–1905), deutscher Geistlicher, Propst von Broager
- Ludwig von Reuter (1869–1943), deutscher Admiral
- Ludwig Wilhelm Maximilian Reuter (1803–1881), deutscher Lehrer und Philologe, siehe Wilhelm Reuter (Philologe)
- Luise Reuter (1817–1894), Ehefrau des Dichters Fritz Reuter
- Lutz Rainer Reuter (* 1943), deutscher Erziehungswissenschaftler und Hochschullehrer

### M
- Maike Johanna Reuter (* 1989), deutsche Schauspielerin
- Manfred Reuter (* 1957), deutscher Journalist und Autor
- Manuel Reuter (* 1961), deutscher Automobilrennfahrer
- Marcel Reuter (* 1982), deutscher Badmintonspieler
- Marcus Reuter (* 1966), deutscher Provinzialrömischer Archäologe
- Markus Reuter (* 1972), deutscher Musiker
- Martin Reuter (Physiker) (* 1958), deutscher Physiker und Hochschullehrer
- Martin Reuter (Handballspieler) (* 1971), deutscher Handballspieler
- Martina Reuter (* 1979), österreichische Fernsehmoderatorin und Modejournalistin
- Matthias Reuter (* 1976), deutscher Kabarettist
- Max Reuter (1870–nach 1918), deutscher Revolutionär
- Melina Reuter (* 2005), deutsche Fußballspielerin
- Michael Reuter (* 1948), deutscher Politiker (SPD)
- Milly Reuter (1904–1976), deutsche Leichtathletin

### N
- Norbert Reuter (* 1960), deutscher Volkswirt

### O
- Odo Reuter (1850–1913), finnischer Entomologe
- Oskar Reuter (1862–nach 1929), deutscher Generalleutnant
- Otfried Reuter (1932–2019), deutscher Ordensgeistlicher
- Otto Reuter (1886–1922), deutscher Luftfahrtingenieur
- Otto Sigfrid Reuter (1876–1945), deutscher Verwaltungsjurist und Verbandsfunktionär

### P
- Paul Reuter (Jurist) (1911–1990), französischer Jurist, Rechtswissenschaftler und Hochschullehrer
- Paul Julius Reuter (1816–1899), deutscher Medienunternehmer
- Peter Reuter (Feinoptiker) (1852–1898), deutscher Feinoptiker
- Peter Reuter (Maler) (1936–2002), deutscher Maler und Porträtist
- Peter Reuter (Kriminologe) (* 1944), US-amerikanischer Kriminologe
- Peter Reuter (Bibliothekar) (* 1959), deutscher Bibliothekar
- Philipp Reuter (* 1987), deutscher Handballspieler

### R
- Robert Reuter (Politiker) (1816–1864), deutscher Verwaltungsjurist und Politiker, MdL Preußen
- Robert Reuter (Künstler) (* 1936), deutscher Maler, Grafiker und Bildhauer
- Rolf Reuter (1926–2007), deutscher Dirigent
- Rudolf Reuter (Schiffbauer) (1834–1871), deutscher Schiffbauer und Unternehmer
- Rudolf Reuter (Bibliothekar) (1891–1977), deutscher Erwachsenenpädagoge und Bibliothekar
- Rudolf Reuter (Jurist) (1905–nach 1968), deutscher Jurist
- Rudolf Reuter (Musikwissenschaftler) (1920–1983), deutscher Musikwissenschaftler, Orgeldenkmalpfleger, Musiker und Hochschullehrer
- Rudolf Reuter (Grenzopfer) (1946–1964), deutscher Soldat, Todesopfer an der innerdeutschen Grenze

### S
- Sabine Reuter (* 1956), deutsche Ruderin
- Sarah Reuter, Geburtsname von Sarah Nemtsov (* 1980), deutsche Komponistin
- Sophia Reuter (* 1971), deutsche Bratschistin
- Stefan Reuter (* 1966), deutscher Fußballspieler
- Steffen Reuter (* 1972), deutscher Filmproduzent
- Suzanne Reuter (* 1952), schwedische Schauspielerin

### T
- Theo Reuter (1905–nach 1941), deutscher Musiker und Komponist
- Theodor Reuter (Theologe) (1813–1864), deutscher Theologe und Politiker
- Theodor Reuter (Architekt) (1837–1902), österreichischer Architekt
- Theodor Reuter (Ingenieur, 1838) (Christian Theodor Reuter ; 1838–1909), deutscher Maschinenbauingenieur
- Theodor Reuter (Ingenieur, 1874) (Theodor Reuter-Sulzer; 1874–1943), Schweizer Ingenieur
- Theodor Müller-Reuter (1858–1919), deutscher Dirigent und Komponist
- Thomas Reuter (Musiker) (* 1952), deutscher Komponist, Chorleiter und Pianist
- Thomas Reuter (Bildhauer) (* 1956), deutscher Bildhauer
- Thomas Reuter (Anthropologe), Anthropologe und Hochschullehrer
- Thomas Reuter (Rennfahrer), deutscher Motorradrennfahrer
- Thomas Reuter (Basketballspieler) (* 1992), deutscher Basketballspieler
- Timo Reuter (* 1973), deutscher Fußballspieler
- Timothy Reuter (1947–2002), deutsch-britischer Historiker
- Torsten Reuter (* 1982), deutscher Fußballspieler
- Travis Reuter (* 1986), amerikanischer Fusion- und Jazzmusiker

### U
- Ulrich Reuter (Politiker, 1962) (* 1962), deutscher Politiker (CSU)
- Ulrich Reuter (Politiker, 1964) (* 1964), deutscher Politiker (FDP), MdL Nordrhein-Westfalen
- Ulrich Reuter (Filmkomponist) (* 1966), deutscher Filmkomponist und -produzent
- Uwe Reuter (Fußballspieler) (1934–2011), deutscher Fußballspieler
- Uwe Reuter (Kameramann), deutscher Kameramann
- Uwe Reuter (Mediziner) (* 1967), deutscher Neurologe
- Uwe Reuter (Musiker), deutscher Jazzmusiker
- Uwe Hans Reuter (* 1955), deutscher Bankkaufmann, Jurist und Diplomat

### W
- Waldemar Reuter (1873–1950), deutscher Mediziner
- Waldemar Reuter (Gewerkschafter) (1920–1993), deutscher Jurist und Gewerkschafter
- Walter Reuter (Mediziner) (1891–1943), deutscher Mediziner und Homöopath
- Walter Reuter (1906–2005), deutscher Fotograf und Widerstandskämpfer
- Werner Reuter (1902–1962), deutscher Maler
- Wilfried Reuter (Pfarrer) (1940–2011), deutscher Pfarrer, Evangelist und Sänger
- Wilfried Reuter (Buddhist) (* 1952), deutscher buddhistischer Lehrer und Frauenarzt
- Wilhelm Reuter (Maler, 1768) (1768–1834), deutscher Maler und Lithograf
- Wilhelm Reuter (Philologe) (Ludwig Wilhelm Maximilian Reuter; 1803–1881), deutscher Lehrer und Klassischer Philologe
- Wilhelm Reuter (Pfarrer, 1833) (1833–1898), deutscher Priester und Schriftsteller
- Wilhelm Reuter (Förster) (1836–1913), deutscher Förster
- Wilhelm Reuter (Kapitän) (1838–1926), deutscher Kapitän und Navigationslehrer
- Wilhelm Reuter (Maler, 1859) (1859–1937), deutscher Maler
- Wilhelm Reuter (Maler, 1874) (1874–1958), deutscher Maler
- Wilhelm Reuter (Pfarrer, 1888) (1888–1948), deutscher Priester und Mundartdichter
- Wilhelm Reuter (Heimatdichter) (1896–1957), deutscher Heimatdichter
- Willi Reuter (* 1953), deutscher Fußballspieler
- Wolf Reuter (* 1984), deutscher Ökonom und politischer Beamter
- Wolfgang Reuter (Industrieller) (* 1924), deutscher Industrieller und Industriemanager
- Wolfgang Reuter (Bildhauer) (1934–2022), deutscher Bildhauer
- Wolfgang Reuter (Politiker, 1935) (* 1935), deutscher Politiker (SPD)
- Wolfgang Reuter (Theologe) (* 1955), deutscher Theologe
- Wolfgang Reuter (Politiker, 1969) (* 1969), belgischer Politiker (ProDG)
- Wolfgang Andreas Reuter (1866–1947), deutscher Unternehmer
- Wolfram Reuter (1909–1973), deutscher Politiker